# Kościół św. Józefa w Świeciu
Kościół Świętego Józefa w Śweciu – rzymskokatolicki kościół parafialny należący do parafii pod tym samym wezwaniem (dekanat świecki diecezji pelplińskiej). Znajduje się w dzielnicy Marianki
Budowa świątyni rozpoczęła się w 1988 roku. W dniu 22 czerwca 1997 roku kościół i ołtarz zostały poświęcone przez biskupa pelplińskiego Jana Bernarda Szlagę.